# جوناثان ريد
جوناثان ريد (بالإنجليزية: Jonathan Reid)‏ مواليد 24 أكتوبر 1972 في ناشفيل، هو ملاكم أمريكي يصنف ضمن فئة الوزن المتوسط.

## إحصائيات
خاض خلال مسيرته 45 نزالا، فاز في 34 ولم يتعادل وخسر في 11. فاز بالضربة القاضية في 19 نزالا.

## روابط خارجية
- جوناثان ريد على موقع بوكس ريك (الإنجليزية) (registration required)